# ويليام روبرتس (لاعب كريكت)
ويليام روبرتس (27 سبتمبر 1914 في المملكة المتحدة - 23 أغسطس 1951) (بالإنجليزية: William Roberts)‏ هو لاعب كريكت بريطاني (وحمل سابقاً جنسية المملكة المتحدة لبريطانيا العظمى وأيرلندا). لعب مع نادي مقاطعة لانكشر للكريكت ‏.

## وصلات خارجية
- ويليام روبرتس على موقع إي آس بي آن كريك إنفو (الإنجليزية)